# Megachile duboulaii
Megachile duboulaii là một loài Hymenoptera trong họ Megachilidae. Loài này được Smith mô tả khoa học năm 1865.